# Oidiphorus brevis
Oidiphorus brevis är en fiskart som först beskrevs av Norman, 1937.  Oidiphorus brevis ingår i släktet Oidiphorus och familjen tånglakefiskar. Inga underarter finns listade i Catalogue of Life.